# Kakgaina
Kakgaina é uma vila no distrito de Bareilly, no estado indiano de Uttar Pradesh.

## Demografia
Segundo o censo de 2001, Kakgaina tinha uma população de 9691 habitantes. Os indivíduos do sexo masculino constituem 53% da população e os do sexo feminino 47%. Kakgaina tem uma taxa de literacia de 52%, inferior à média nacional de 59.5%: a literacia no sexo masculino é de 60% e no sexo feminino é de 44%. Em Kakgaina, 17% da população está abaixo dos 6 anos de idade.